# Puchar Europy w Lekkoatletyce 1970 – półfinał mężczyzn (Zurych)
Półfinał pucharu Europy w lekkoatletyce w 1970 mężczyzn odbył się 1 i 2 sierpnia w Zurychu. Był to jeden z trzech półfinałów. Pozostałe odbyły się w Helsinkach i Sarajewie.
Wystąpiło sześć zespołów, z których dwa najlepsze awansowały do finału.

## Klasyfikacja generalna
| Poz. | Reprezentacja   | Punkty |
| ---- | --------------- | ------ |
| 1    | Francja         | 97     |
| 1    | ZSRR            | 97     |
| 3    | Wielka Brytania | 68     |
| 4    | Hiszpania       | 60     |
| 5    | Szwajcaria      | 55     |
| 6    | Rumunia         | 42     |

## Wyniki indywidualne
Kolorami oznaczono zawodników reprezentujących zwycięskie drużyny.

### Bieg na 100 metrów
| Lp. | Państwo         | Zawodnik            | Wynik |
| --- | --------------- | ------------------- | ----- |
| 1.  | ZSRR            | Wałerij Borzow      | 10,3  |
| 2.  | Hiszpania       | Juan Carlos Jones   | 10,4  |
| 3.  | Francja         | Gérard Fenouil      | 10,4  |
| 4.  | Wielka Brytania | Martin Reynolds     | 10,5  |
| 5.  | Szwajcaria      | Fabrizio Pusterla   | 10,5  |
| 6.  | Rumunia         | Gheorghe Zamfirescu | 10,6  |

### Bieg na 200 metrów
| Lp. | Państwo         | Zawodnik            | Wynik |
| --- | --------------- | ------------------- | ----- |
| 1.  | Francja         | Gérard Fenouil      | 20,5  |
| 2.  | Wielka Brytania | Martin Reynolds     | 20,7  |
| 3.  | Szwajcaria      | Philippe Clerc      | 20,8  |
| 4.  | Hiszpania       | Luis Sarría         | 21,0  |
| 5.  | Rumunia         | Gheorghe Zamfirescu | 21,2  |
| 6.  | ZSRR            | Wałerij Borzow      | 21,8  |

### Bieg na 400 metrów
| Lp. | Państwo         | Zawodnik             | Wynik |
| --- | --------------- | -------------------- | ----- |
| 1.  | Francja         | Jean-Claude Nallet   | 45,7  |
| 2.  | Hiszpania       | Ramón Magariños      | 46,5  |
| 3.  | ZSRR            | Aleksandr Bratczikow | 46,9  |
| 4.  | Wielka Brytania | Mike Hauck           | 47,1  |
| 5.  | Szwajcaria      | Hansruedi Wiedmer    | 47,5  |
| 6.  | Rumunia         | Tudor Puiu           | 47,5  |

### Bieg na 800 metrów
| Lp. | Państwo         | Zawodnik             | Wynik  |
| --- | --------------- | -------------------- | ------ |
| 1.  | ZSRR            | Jewhen Arżanow       | 1:48,6 |
| 2.  | Francja         | Gilles Sibon         | 1:49,6 |
| 3.  | Hiszpania       | Antonio Fernández    | 1:49,6 |
| 4.  | Szwajcaria      | Hansueli Mumenthaler | 1:49,9 |
| 5.  | Wielka Brytania | John Davies          | 1:50,6 |
| 6.  | Rumunia         | Gheorge Ungureanu    | 1:50,6 |

### Bieg na 1500 metrów
| Lp. | Państwo         | Zawodnik           | Wynik  |
| --- | --------------- | ------------------ | ------ |
| 1.  | Francja         | Jean Wadoux        | 3:44,4 |
| 2.  | ZSRR            | Michaił Żełobowski | 3:45,8 |
| 3.  | Wielka Brytania | Brendan Foster     | 3:48,6 |
| 4.  | Hiszpania       | Alberto Estebán    | 3:49,1 |
| 5.  | Rumunia         | Petre Lupan        | 3:51,5 |
| 6.  | Szwajcaria      | Hans Lang          | 3:59,5 |

### Bieg na 5000 metrów
| Lp. | Państwo         | Zawodnik              | Wynik   |
| --- | --------------- | --------------------- | ------- |
| 1.  | ZSRR            | Raszyd Szarafietdinow | 13:50,8 |
| 2.  | Wielka Brytania | Dick Taylor           | 13:55,6 |
| 3.  | Francja         | René Jourdan          | 14:07,8 |
| 4.  | Hiszpania       | Javier Álvarez        | 14:20,8 |
| 5.  | Szwajcaria      | Werner Dössegger      | 14:30,8 |
| 6.  | Rumunia         | Ilie Cioca            | 14:42,0 |

### Bieg na 10 000 metrów
| Lp. | Państwo         | Zawodnik          | Wynik   |
| --- | --------------- | ----------------- | ------- |
| 1.  | Hiszpania       | Mariano Haro      | 29:10,0 |
| 2.  | ZSRR            | Wiaczesław Ałanow | 29:12,6 |
| 3.  | Francja         | Noël Tijou        | 29:37,8 |
| 4.  | Rumunia         | Nicolae Mustață   | 29:46,6 |
| 5.  | Wielka Brytania | Lachie Stewart    | 29:59,4 |
| 6.  | Szwajcaria      | Albrecht Moser    | 31:36,8 |

### Bieg na 110 metrów przez płotki
| Lp. | Państwo         | Zawodnik        | Wynik |
| --- | --------------- | --------------- | ----- |
| 1.  | Francja         | Guy Drut        | 13,59 |
| 2.  | Wielka Brytania | David Hemery    | 13,72 |
| 3.  | ZSRR            | Wiktor Balichin | 13,7  |
| 4.  | Rumunia         | Nicolae Pertea  | 13,8  |
| 5.  | Szwajcaria      | Daniel Riedo    | 14,1  |
| 6.  | Hiszpania       | Rafael Cano     | 14,45 |

### Bieg na 400 metrów przez płotki
| Lp. | Państwo         | Zawodnik           | Wynik |
| --- | --------------- | ------------------ | ----- |
| 1.  | Francja         | Jean-Claude Nallet | 49,4  |
| 2.  | Wielka Brytania | John Sherwood      | 50,7  |
| 3.  | Szwajcaria      | Hansjörg Wirz      | 51,0  |
| 4.  | Rumunia         | Ion Ratoi          | 51,0  |
| 5.  | ZSRR            | Anatolij Kazakow   | 51,3  |
| 6.  | Hiszpania       | Francisco Suárez   | 51,8  |

### Bieg na 3000 metrów z przeszkodami
| Lp. | Państwo         | Zawodnik           | Wynik  |
| --- | --------------- | ------------------ | ------ |
| 1.  | Francja         | Jean-Paul Villain  | 8:46,2 |
| 2.  | Wielka Brytania | Gareth Bryan-Jones | 8:47,6 |
| 3.  | Szwajcaria      | Hans Menet         | 8:48,2 |
| 4.  | ZSRR            | Romualdas Bitė     | 8:48,4 |
| 5.  | Rumunia         | Gheorghe Cefan     | 8:49,0 |
| 6.  | Hiszpania       | Joaquín Sánchez    | 9:28,2 |

### Sztafeta 4×100metrów
| Lp. | Państwo         | Zawodnicy                                                                | Wynik |
| --- | --------------- | ------------------------------------------------------------------------ | ----- |
| 1.  | ZSRR            | Aleksandr Kornieluk Władisław Sapieja Boris Izmiestiew Walentin Masłakow | 39,7  |
| 2.  | NRD             | Roger Bambuck Patrick Bourbeillon Gérard Fenouil René Metz               | 39,8  |
| 3.  | Wielka Brytania | Ian Green Martin Reynolds Dave Dear Don Halliday                         | 39,9  |
| 4.  | Hiszpania       | Julián Marco Pedro Aguadé José Luis Sánchez Paraíso Juan Carlos Jones    | 40,2  |
| 5.  | Szwajcaria      | Ruedi Oegerli Udo Molo Peter Hölzle Philippe Clerc                       | 40,7  |
| 6.  | Rumunia         |                                                                          | 40,9  |

### Sztafeta 4×400metrów
| Lp. | Państwo         | Zawodnicy                                                           | Wynik  |
| --- | --------------- | ------------------------------------------------------------------- | ------ |
| 1.  | Francja         | André Paoli Christian Nicolau Gilles Bertould Jacques Carette       | 3:04,4 |
| 2.  | ZSRR            | Jewgienij Borisienko Jurij Zorin Borys Sawczuk Aleksandr Bratczikow | 3:04,9 |
| 3.  | Wielka Brytania | Mike Hauck Colin Campbell Len Walters John Sherwood                 | 3:06,4 |
| 4.  | Hiszpania       | Rogelio Rivas Manuel Soriano Luis Sarría Ramón Magariños            | 3:07,8 |
| 5.  | Szwajcaria      | Hannes Hauswirth Willy Aubry Hansruedi Wiedmer Hansjörg Beiner      | 3:08,7 |
| 6.  | Rumunia         | Nicolae Nicolau Francisc Gideon Tudor Puiu Ion Ratoi                | 3:10,4 |

### Skok wzwyż
| Lp. | Państwo         | Zawodnik            | Wynik  |
| --- | --------------- | ------------------- | ------ |
| 1.  | Francja         | Henry Elliott       | 2,16   |
| 2.  | ZSRR            | Walentin Gawriłow   | 2,13   |
| 3.  | Hiszpania       | Luis María Garriga  | 2,13 = |
| 4.  | Szwajcaria      | Michel Portmann     | 2,13   |
| 5.  | Rumunia         | Șerban Ioan         | 2,11   |
| 6.  | Wielka Brytania | Mike Colin Campbell | 2,07   |

### Skok o tyczce
| Lp. | Państwo         | Zawodnik            | Wynik |
| --- | --------------- | ------------------- | ----- |
| 1.  | ZSRR            | Hennadij Błyznecow  | 5,00  |
| 2.  | Francja         | François Tracanelli | 4,90  |
| 3.  | Rumunia         | Dinu Pistalu        | 4,90  |
| 4.  | Szwajcaria      | Peter Wittmer       | 4,60  |
| 5.  | Hiszpania       | Ignacio Sola        | 4,60  |
| –   | Wielka Brytania | Mike Bull           | NM    |

### Skok w dal
| Lp. | Państwo         | Zawodnik           | Wynik  |
| --- | --------------- | ------------------ | ------ |
| 1.  | Francja         | Jack Pani          | 8,19 w |
| 2.  | ZSRR            | Igor Ter-Owanesian | 7,93   |
| 3.  | Hiszpania       | Rafael Blanquer    | 7,76   |
| 4.  | Szwajcaria      | Jacky Ducarroz     | 7,51   |
| 5.  | Wielka Brytania | David Walker       | 7,27   |
| 6.  | Rumunia         | Nicolae Pertea     | 6,68 w |

### Trójskok
| Lp. | Państwo         | Zawodnik          | Wynik |
| --- | --------------- | ----------------- | ----- |
| 1.  | ZSRR            | Wiktor Saniejew   | 17,25 |
| 2.  | Rumunia         | Carol Corbu       | 16,29 |
| 3.  | Hiszpania       | Luis Felipe Areta | 16,06 |
| 4.  | Francja         | Raymond Privé     | 15,96 |
| 5.  | Szwajcaria      | Marco Lardi       | 15,47 |
| 6.  | Wielka Brytania | Derek Boosey      | 15,28 |

### Pchniecie kulą
| Lp. | Państwo         | Zawodnik          | Wynik |
| --- | --------------- | ----------------- | ----- |
| 1.  | Francja         | Pierre Colnard    | 19,45 |
| 2.  | ZSRR            | Walerij Wojkin    | 19,40 |
| 3.  | Szwajcaria      | Edy Hubacher      | 19,25 |
| 4.  | Wielka Brytania | Jeff Teale        | 17,82 |
| 5.  | Hiszpania       | Antonio Herrería  | 15,50 |
| 6.  | Rumunia         | Dezideriu Silaghi | 15,10 |

### Rzut dyskiem
| Lp. | Państwo         | Zawodnik         | Wynik |
| --- | --------------- | ---------------- | ----- |
| 1.  | ZSRR            | Władimir Liachow | 58,46 |
| 2.  | Szwajcaria      | Edy Hubacher     | 55,24 |
| 3.  | Rumunia         | Iosif Naghi      | 54,04 |
| 4.  | Wielka Brytania | Bill Tancred     | 52,36 |
| 5.  | Francja         | Michel Grosso    | 50,44 |
| 6.  | Hiszpania       | Agustín Loidi    | 48,22 |

### Rzut młotem
| Lp. | Państwo         | Zawodnik            | Wynik |
| --- | --------------- | ------------------- | ----- |
| 1.  | ZSRR            | Anatolij Bondarczuk | 73,10 |
| 2.  | Wielka Brytania | Howard Payne        | 66,26 |
| 3.  | Hiszpania       | José Alcántara      | 62,20 |
| 4.  | Francja         | Jacques Accambray   | 61,78 |
| 5.  | Szwajcaria      | Walter Grob         | 60,46 |
| 6.  | Rumunia         | Gheorghe Costache   | 59,76 |

### Rzut oszczepem
| Lp. | Państwo         | Zawodnik          | Wynik |
| --- | --------------- | ----------------- | ----- |
| 1.  | Wielka Brytania | David Travis      | 83,40 |
| 2.  | ZSRR            | Jānis Lūsis       | 80,78 |
| 3.  | Szwajcaria      | Urs von Wartburg  | 78,88 |
| 4.  | Rumunia         | Dezideriu Silaghi | 76,48 |
| 5.  | Francja         | Lolesio Tuita     | 75,19 |
| 6.  | Hiszpania       | Fernando Tallón   | 74,99 |